# Hummel International

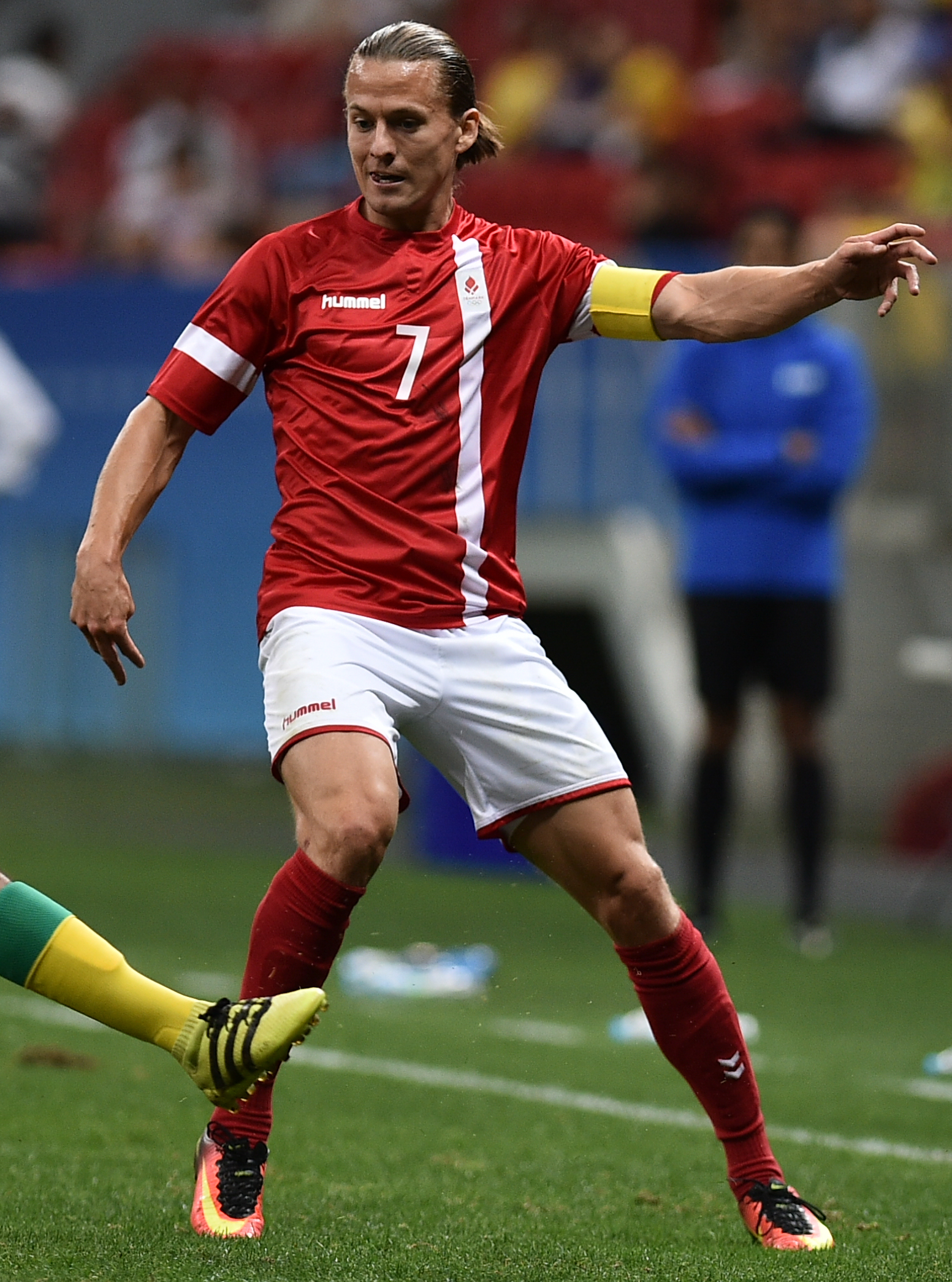
Matchställ från Hummel under OS 2016.

Hummel International, dansk tillverkare av sportkläder och skor under märket Hummel. Hummel grundades i Hamburg i Tyskland 1923 men är sedan 1979 i Århus, Danmark. 
Hummel har framförallt profilerat sig inom handboll och fotboll.

## Historia
Fotbollsskor under namnet Hummel började tillverkas 1923, då hade skomakaren Albert Messmer tillsammans med sin bror Michael Ludwig Messmer startade Messmer & Co fyra år tidigare, 1919. Bolaget tillverkade även skor för handboll och friidrott. Bolaget sålde fotbollsskor under namnet Hummel från Eppendorf i Hamburg. 1935 tvingas bröderna sälja bolaget efter en konkurs. Under andra världskriget förstördes fabriken och 1946 återupptogs produktionen av fotbolls- och handbollsskor utanför Hamburg. Produktionen flyttades 1956 till Kevelaer då Bernhard Weckenbrock tagit över verksamheten.
Under 1960-talet etablerade företaget sig som leverantör inom handboll. De första sponsringskontrakten skrevs inom handboll (GWD Minden) och fotboll (MSV Duisburg) 1964 respektive 1968. 1969 följde den första kollektionen av sport- och fritidskläder. Det är också nu som man tar fram humlesymbolen och börjar använda hakar längs med ärmarna. 1975 togs verksamheten delvis över av den danska importören, VN Sport ApS, som 1973 börjat sälja Hummel i Danmark och 1974 fått tillstånd att även tillverka. 1979 flyttades verksamheten till Århus och 1980 blev Jørgen Vodsgaard tillsammans med en annan delägare innehavare av bolaget som därmed var helt dansktägt. 1979-2004 var Hummel sponsor åt Danmarks herrlandslag i fotboll. Under 1980-talet följde prestigefyllda kontrakt med fotbollsklubbar, bland annat Real Madrid.
1994 gick Hummel i konkurs och togs 1999 över av Christian Stadil som tillsammans med sin far Thor Stadil som delägare vände en nedåtgående trend. Bland annat delades bolaget upp i den traditionella avdelningen för idrott och en som specialiserade sig på sportmode. Företaget har framgångsrikt lanserat retrodesignade kläder som knyter an till företagets 1970- och 1980-talsmodeller. Ett knep för att marknadsföra märket utan stora kostnader blev att skicka kläder till kändisar. 2004 var man leverantör till Danmarks OS-trupp.
Hummel är även engagerat inom sociala projekt genom CSR-projektet Company Karma. Hummel har bland annat sponsrat Afghanistans fotbollslandslag, ett fotbollsläger i Sierra Leone och ett korplag i fristaden Christiania i Köpenhamn.

## Sponsring
Dessa lag har burit/bär hummels produkter:
- Polens herrlandslag i handboll
- Rysslands herrlandslag i handboll
- Landskrona BoIS
- Danmarks herrlandslag i fotboll
- Danmarks herrlandslag i handboll
- Aston Villa FC
- Real Madrid
- Litauens herrlandslag i fotboll
- Armeniens herrlandslag i fotboll
- IF Guif
- Rhein-Neckar Löwen
- Gais
- IK Sparta